# Vulgar Video
Vulgar Video es el segundo video (sin contar el auto-lanzado Hot 'n Heavy Home Vid) de la banda estadounidense heavy metal Pantera. Fue lanzado en VHS el 16 de noviembre de 1993.

## Contenido
Vulgar Video es una crónica de la gira de Pantera en 1992, detrás del álbum de estudio Vulgar Display of Power', que muestra todos los excesos de la banda con las groupies, la bebida y las drogas, así como imágenes de backstage. También contiene un total de seis videos musicales. Los miembros de Alice in Chains, White Zombie, Megadeth, y Metallica hacen apariciones como invitados.
Vulgar Video, junto con los otros dos lanzamientos de video de la banda, fue incluido en el DVD 3 Vulgar Videos from Hell en el 2000 y luego relanzado en el 2006 con mejores características de DVD.

## Listado de canciones
- "Walk"
- "Domination" (live at the 1991 Monsters in Moscow festival)
- "Primal Concrete Sledge" (live at the 1991 Monsters in Moscow festival)
- "Cold Gin" (Kiss cover, performado en vivo con live Skid Row)
- "This Love"
- "Mouth for War"

## Créditos
- Phil Anselmo = voz
- Dimebag Darrell = Guitarra
- Vinnie Paul = Batería
- Rex Brown =  bajo